# Urmas Rooba
Urmas Rooba (ur. 8 lipca 1978 w Roosna-Alliku) – estoński piłkarz grający na pozycji lewego obrońcy.

## Kariera klubowa
Karierę piłkarską Rooba rozpoczął w klubie Tervis Pärnu. W 1995 roku zadebiutował w jego barwach w pierwszej lidze estońskiej. Na początku 1996 roku odszedł do Flory Tallinn. W 1996 i 1997 roku wywalczył wicemistrzostwo Estonii, a w 1998 roku został mistrzem kraju. W 2000 roku także sięgnął po tytuł mistrzowski. W 1998 roku zdobył z Florą Puchar Estonii.
W 2000 roku Rooba został zawodnikiem duńskiego FC Midtjylland. 23 lipca 2000 roku zadebiutował w Superligaen w wygranym 4:0 domowym spotkaniu z Lyngby Boldklub. W 2002 roku zajął z Midtjylland 3. miejsce w lidze.
Latem 2002 roku Rooba odszedł z Midtjylland do FC København. W nowym klubie po raz pierwszy zagrał 24 sierpnia 2002 w spotkaniu z Brøndby IF (2:1). W København grał przez 4 lata, jednak z powodu kontuzji opuścił dużą liczbę meczów i w barwach tego klubu rozegrał łącznie 33 spotkania. Wraz z København wywalczył trzy tytuły mistrza Danii w latach 2003, 2004 i 2006 oraz zdobył Puchar Danii w 2004 roku. Latem 2006 odszedł do Vejle BK, ale wystąpił tam tylko w jednym spotkaniu, 20 maja 2007 z Midtjyllland (1:2).
W 2007 roku Rooba podpisał kontrakt z fińskim Turun Palloseura. W fińskiej lidze swój debiut zanotował 30 sierpnia 2007 w meczu z Interem Turku. W Turku Estończyk występował do końca 2008 roku. Na początku 2009 wrócił do Flory Tallinn, a latem został wypożyczony do innego fińskiego klubu, FF Jaro. W 2010 roku został zawodnikiem klubu Paide Linnameeskond.
| Sezon   | Klub                | Kraj      | Rozgrywki     | Mecze | Bramki |
| ------- | ------------------- | --------- | ------------- | ----- | ------ |
| 1995/96 | Tervis Pärnu        | Estonia   | Meistriliiga  | 3     | 0      |
| 1995/96 | Flora Tallinn       | Estonia   | Meistriliiga  | 7     | 0      |
| 1996/97 | Flora Tallinn       | Estonia   | Meistriliiga  | 12    | 0      |
| 1997/98 | Flora Tallinn       | Estonia   | Meistriliiga  | 4     | 0      |
| 1998    | Flora Tallinn       | Estonia   | Meistriliiga  | 11    | 1      |
| 1999    | Flora Tallinn       | Estonia   | Meistriliiga  | 9     | 0      |
| 2000    | Flora Tallinn       | Estonia   | Meistriliiga  | 6     | 0      |
| 2000/01 | FC Midtjylland      | Dania     | Superligaen   | 31    | 0      |
| 2001/02 | FC Midtjylland      | Dania     | Superligaen   | 32    | 0      |
| 2002/03 | FC København        | Dania     | Superligaen   | 18    | 0      |
| 2003/04 | FC København        | Dania     | Superligaen   | 11    | 0      |
| 2004/05 | FC København        | Dania     | Superligaen   | 2     | 0      |
| 2005/06 | FC København        | Dania     | Superligaen   | 2     | 0      |
| 2006/07 | Vejle BK            | Dania     | Superligaen   | 1     | 0      |
| 2007    | Turun Palloseura    | Finlandia | Veikkausliiga | 8     | 0      |
| 2008    | Turun Palloseura    | Finlandia | Veikkausliiga | 20    | 0      |
| 2009    | Flora Tallinn       | Estonia   | Meistriliiga  | 12    | 0      |
| 2009    | FF Jaro             | Finlandia | Veikkausliiga | 6     | 0      |
| 2010    | Paide Linnameeskond | Estonia   | Meistriliiga  | 14    | 0      |
| 2011    | Paide Linnameeskond | Estonia   | Meistriliiga  |       |        |

## Kariera reprezentacyjna
W reprezentacji Estonii Rooba zadebiutował 7 lipca 1996 roku w zremisowanym 1:1 towarzyskim spotkaniu Pucharu Bałtyckiego z Łotwą. W swojej karierze grał w eliminacjach do Mistrzostw Świata 1998, Euro 2000, Mistrzostw Świata 2002, Euro 2004, Mistrzostw Świata 2006, Euro 2008 i Mistrzostw Świata 2010. Od 2008 roku znajduje się poza kadrą narodową.